# خطأ التصنيف
خطأ التصنيف (بالإنجليزية: Category mistake) هو مصطلح فلسفي يشير إلى حدوث خطأ في الدلالة اللفظية أو الوجودية، فيُتوهم من ذلك أن الأشياء التي تنتمي إلى تصنيف معين قد وضعت في تصنيف آخر لا تنتمي إليه. بعبارة أخرى، فإن خطأ التصنيف هو خطأ يحدث عند تصنيف شيئ بأن يُنسب إليه خاصية معينة، وهذه الخاصية لا تصح نسبتها إليه. وكمثال على ذلك، فعندما يأتي لا عب جديد ويشرح له المدرب كيف تُلعب كرة القدم، ثم يقول المدرب أن كرة القدم تحتاج لروح الفريق، فيسأل اللاعب ومن الذي سيقوم بدور روح الفريق هذا. فالخطأ أن اللاعب قد صنف روح الفريق كأحد اللاعبين ثم سأل عمن سيقوم بهذا الدور.
كان الفيلسوف غلبرت رايل هو أول من ابتكر هذا المصطلح الفلسفي، وذلك في كتابه «مفهوم العقل» The Concept of Mind الصادر سنة 1949، وذلك لإزالة اللبس حسب رأيه عن طبيعة العقل الناشئة عن الميتافيزيقيا الديكارتية.

## اقرأ أيضاً
- فلسفة العقل
- مسألة العقل - الجسد